# Operation Blissful
Südliche Salomonen

1942

Tulagi –
Guadalcanal

1943

Operation I –
Operation Vengeance –
Operation SO und SE
Zentral-Salomonen

1943

New Georgia –
Kula-Golf –
Kolombangara –
Vella-Golf –
Dogeared –
Vella Lavella –
Operation SE
Nördliche Salomonen

1943–1945

Treasury-Inseln –
Choiseul –
Kaiserin-Augusta-Bucht –
Bougainville –
Green Islands
Amerikanische Phase

1943

Treasury-Inseln –
Choiseul –
Torokina I –
Kaiserin-Augusta-Bucht –
Koromokina-Lagune –
Piva Trail –
Coconut Grove –
Piva Forks –
Kap St. George –
Koiari –

Hellzapoppin Ridge/Hügel 600A 

1944

Green Islands 

Torokina II 

Australische Phase

Pearl Ridge 

1945

Tsimba Ridge –
Slater’s Knoll –
Hongorai –
Porton Plantage –
Ratsua
Die Operation Blissful (deutsch Operation Glückselig), auch unter dem Decknamen Raise Hell bekannt, bezeichnet die Landung US-amerikanischer Streitkräfte auf der Insel Choiseul am 27. Oktober 1943 während des Pazifikkriegs im Zweiten Weltkrieg. Die Operation diente zur Unterstützung für die bevorstehende Cherryblossom-Landung auf Bougainville.

## Vorgeschichte

### Choiseul
Die Insel Choiseul liegt in der Gruppe der Salomonen nördlich der New-Georgia-Gruppe und östlich von Bougainville. Sie ist 2971 km² groß, bei einer Länge von 195 km und einer maximalen Breite von 32 km. Auf Choiseul gibt es kaum nützliche Ankerplätze oder geeignete Flächen für Flugfelder. Daher ist die Insel nicht von militärischer Bedeutung. Zudem ist sie mit dichtem Dschungel bedeckt und die Ausläufer des zentralen Gebirges verlaufen bis zur Küste. So ist die Bewegung entlang der Küste sehr schwierig.

### Bedeutung der Insel für die Japaner
Charles J. Waddell und Carden W. Seton waren als Küstenbeobachter auf Choiseul stationiert und lieferten unschätzbare Informationen über japanische Schiffsbewegungen während der Guadalcanal-Kampagne an das amerikanische Hauptquartier. So berichteten sie, dass die Insel auch zu einem bedeutenden japanischen Aufmarschgebiet für Lastkähne wurde, die Truppen aus Kolombangara evakuierten, nachdem Choiseul von den Alliierten umgangen worden war, und Seton schätzte, dass bis Ende 1943 etwa 4000 Japaner die Insel passieren müssten und weitere 3000 sich noch auf der Insel aufhielten.

## Planung
Die Alliierten waren am 15. August 1943 im Rahmen der Operation Dogeared auf der Insel Vella Lavella gelandet. Das 2. US-Marine-Fallschirmbataillon unter Oberstleutnant Victor H. Krulak, unterstellt dem I Marine Amphibious Corps (IMAC), traf später am 1. Oktober auf der Insel ein.

Am 6. September 1943 wies Admiral Halsey Vizeadmiral Aubrey W. Fitch, Generalleutnant Millard F. Harmon, Generalmajor Charles D. Barrett und Konteradmiral Theodore S. Wilkinson an, eine Untersuchung der strategischen Situation und Empfehlungen für die weitere Planung abzugeben. Schritt 3 der am Folgetag ausgegebenen Empfehlung beinhaltete eine gleichzeitige Einnahme der Treasury-Inseln und der Choiseul-Strände, dort die Errichtung von Langstreckenradar sowie den Bau eines Flugfeldes an einer der beiden Positionen wenn möglich. Weiterhin die Einrichtung von Basen für Motortorpedoboote und Zwischenstationen für Landungsboote, um gegen das südliche Bougainville vorgehen zu können. 

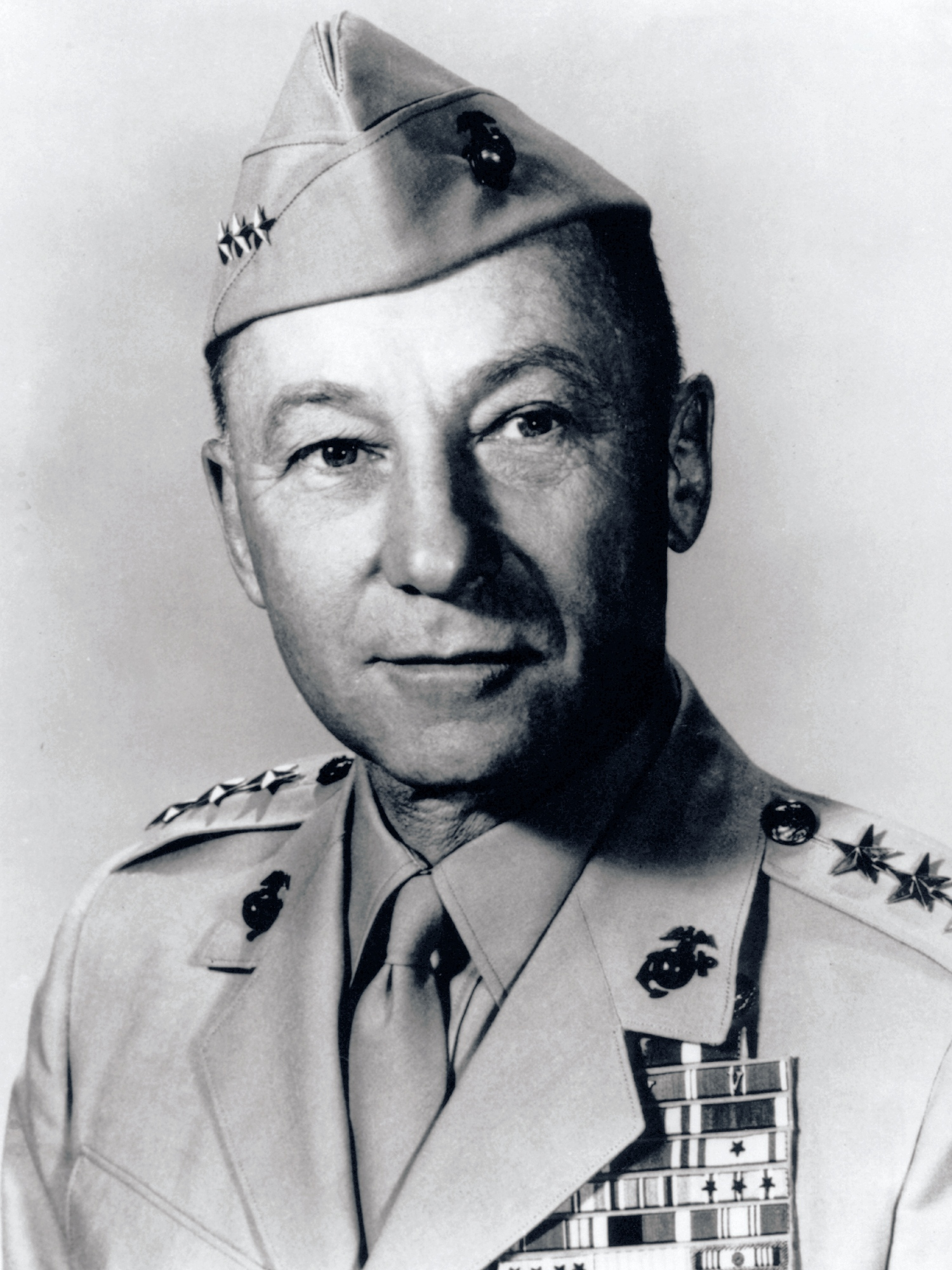
Oberstleutnant Victor Harold Krulak

Einige Wochen danach wurde Krulak in das IMAC-Hauptquartier auf Guadalcanal beordert, um eine Sondermission für sein Bataillon zu besprechen. In Erwartung alliierter Landungen in den nördlichen Salomonen bewegten die Japaner verzweifelt Truppen per Lastkahn, oft von Kolombangara nordöstlich nach Bougainville, Choiseul und zu den Shortland- und Treasury-Inseln.
Der Plan dazu bestand darin, dass Krulaks Truppen, die den Japanern zahlenmäßig weit unterlegen waren, auf Choiseul landen und dort Ablenkungsangriffe auf japanische Stellungen im nordwestlichen Teil der Insel durchführen sollten. Dies sollte dazu führen, dass die japanischen Kommandeure glaubten, dass dort eine größere Anzahl an alliierten Einheiten gelandet wäre, als dort tatsächlich vorhanden waren. Der Deckname für diese Operation war Blissful.
Der Geheimdienst des IMAC von Generalleutnant Alexander A. Vandegrift schätzte, dass sich bis zu 4000 japanische Truppen auf Choiseul aufhielten. Diese könnten dazu vorgesehen sein, die Garnison auf Bougainville zu verstärken und die Operation Cherryblossom gefährden.

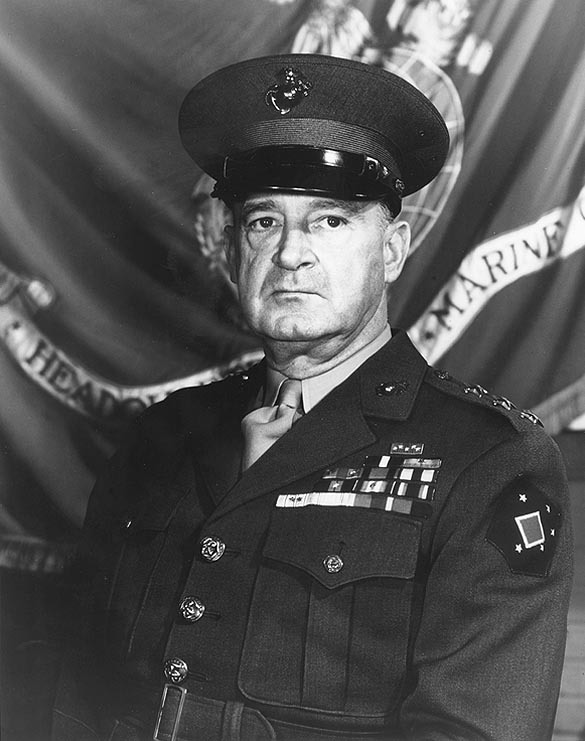
General Alexander A. Vandegrift

Die Operationsbefehle für die Landung auf Choiseul wurden daher vom IMAC am 22. Oktober erteilt und das 2. Fallschirmjägerbataillon angewiesen, in der Nacht des 27. Oktober bei Voza auf Choiseul zu landen, nicht nur um einen Ablenkungsangriff auszuführen, sondern auch um bereit zu sein, eine dauerhafte Basis zu errichten, wenn die Situation dies erfordern würde.

### Aufklärungen
Vor dem Hauptangriff wurden mehrere Aufklärungsgruppen auf Choiseul gelandet. So wurde am 6. September kurz vor Mitternacht eine Patrouille von einem PT-Boot in ein einheimisches Kanu abgesetzt und landete gegen Morgen um 1:15 Uhr am Missionskai auf der Südostseite der Insel. Sie erkundeten in den nächsten Tagen einige strategische Positionen und Dörfer und erreichten am 12. September die Küstenwachstation nordnordwestlich des Dorfs Kanaga. Nachdem sie am nächsten Tag dem Fluss Kanaga zur Nordküste der Insel gefolgt waren, wurden sie dort gegen Mittag von einem Marine-Patrouillenbomber aufgenommen, der zum Rendezvous mit ihnen bestimmt war.
Am 22. September wurden zwei weitere Patrouillen nahe der Nordostküste von Choiseul abgesetzt. Sie erkundeten getrennt die Insel bis zum 28. September, wobei sie mehrere geeignete Orte zur Anlage von Flugfeldern in der Nähe des Hafens von Choiseul entdeckten, und sie konnten genaue Kenntnisse über die Aktivitäten der feindlichen Lastkähne in diesem Gebiet erhalten. Auch mehrere gute Landungsstrände konnten gefunden werden, und aus Gesprächen mit Eingeborenen und dem Küstenbeobachter ging hervor, dass sich in der Region um die Choiseul-Bucht etwa 300 und in der Region Kakasa etwa 1000 Japaner aufhielten.

### Vorbereitungen der Landung
Am 22. Oktober wurde die 8. Brigadegruppe angewiesen, am D-Day minus fünf Tage auf den Treasury-Inseln zu landen (→ Operation Goodtime). Anschließend sollten sie eine Schützenkompanie bereithalten, die als Garnison für die PT-Boot-Basis im Nordwesten von Choiseul mit einer Frist von vier Tagen nach Befehlsstellung des Hauptquartiers der 3. Flotte unter Konteradmiral Turner dienen konnte.
Nach seiner Rückkehr nach Vella Lavella rief Krulak seine Kompanieführer und Mitarbeiter zusammen, zeigte ihnen die Befehle und gab detaillierte Anweisungen für die Operation. In den nächsten vier Tagen arbeiteten Offiziere und Mannschaften daran, Ausrüstung zusammenzustellen, endgültige Pläne zu machen und alle verfügbaren Informationen zu sammeln und zu verarbeiten. Die Untersuchung des Landegebiets wurde durch die Ankunft von Seton erleichtert, der am 24. Oktober von einer Catalina aus Choiseul ausgeflogen worden war. Um das Laden zu erleichtern, wurden Waffen, Munition und Vorräte in vier einzelnen Stapeln am Strand platziert. Acht LCMs wurden aus dem Bootspool von Vella Lavella ausgeliehen, und es wurden Vorkehrungen getroffen, dass diese in getrennten Paaren zum Strand des Bataillons fuhren. Da japanische Kampfflugzeuge zu dieser Zeit täglich Angriffe flogen, wurde die Einschiffung in die Dämmerungszeit verlegt.
Am späten Nachmittag des 27. Oktober luden Marines des Fallschirmjägerbataillons die Hälfte ihrer Ausrüstung und Vorräte in ihre geliehenen LCMs. Als dann die schnellen Transportzerstörer McKean, Kilty, Crosby und Ward vor der Mündung des Flusses Juno lagen, wurden die LCMs neben ihnen geankert, so dass sich die 725 Mann des Bataillons mit aller Ausrüstung und Vorräten in 45 Minuten einschiffen konnten.
Mit einem Zerstörerkonvoi als Eskorte setzten die Schiffe um 19:21 Uhr Kurs auf Choiseul. Um 23:10 Uhr warf ein einzelnes japanisches Flugzeug eine Bombe in der Nähe des letzten APD in der Kolonne ab, verursachte aber keinen Schaden.

## Die Landungen

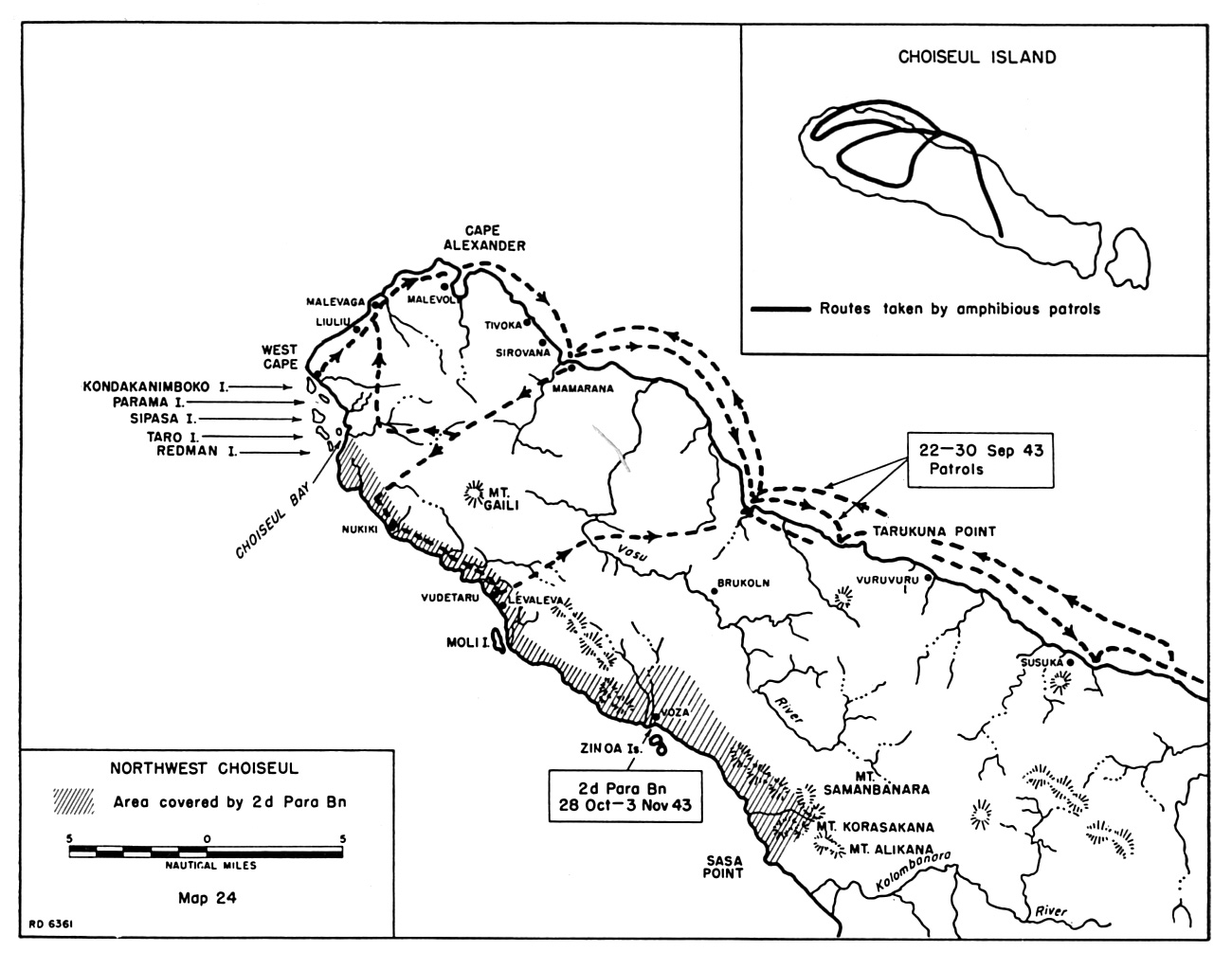
Karte vom Nordwesten Choiseuls mit den Pfaden der Aufklärungseinheiten vom September und dem besetzten Gebiet nach der Landung des 2. Fallschirmjäger-Regiments im November 1943

Zwei Kilometer vor der Südwestküste von Choiseul, in der Nähe des kleinen Dorfes Voza, das hinter der kleinen Insel Zinoa lag, stoppte der Konvoi und der Zerstörer Conway beschoss eine Patrouillenstation etwa drei Kilometer seewärts. Gemäß Bataillonseinsatzplan ging um 23:52 Uhr ein Boot mit einem Aufklärungstrupp unter Oberleutnant Rea E. Duncan an Land, gefolgt von der ersten Welle der Landungstruppe, der F-Kompanie.
Die Truppe der US-Marines war um 1:00 Uhr vollständig an Land. Während der Landung griff ein japanisches Wasserflugzeug erfolglos die Conway an. Kurz nachdem die Schiffe wieder abgelaufen waren, erschien ein weiteres japanisches Flugzeug, umkreiste den Landestrand und warf zwei Bomben ab, die in Ufernähe im Wasser landeten.
Die kleine Insel Zinoa wurde ausgewählt, um dort vier Landungsboote und ihre Marine-Crews zu verstecken, die für die Küstenerkundungen benötigt wurden. Der Rest des Bataillons begab sich unterdessen landeinwärts zu einem als Patrouillenstützpunkt ausgewählten Hügel.
Admiral Halsey veröffentlichte am 30. Oktober die Pressemeldung über die Invasion von Fallschirmjägern auf Choiseul, um die Japaner davon in Kenntnis zu setzen. Dies war Bestandteil des Ablenkungsplans für die Landung auf Bougainville, die für den 1. November angesetzt war. Eine Zeitung in den USA illustrierte die Geschichte mit fantasievollen Zeichnungen von Fallschirmspringern, die vom Himmel herabschwebten.
Mit Hilfe von rund 80 Eingeborenen und angeführt vom Australier Seton zogen die Marines vom Strand in den Dschungel. Sie errichteten auf dem Hügel ihre Operationsbasis und Außenposten am Strand nördlich und südlich des Dorfes. An einem 3,2 Kilometer entfernten Strand wurde aus leeren Kisten ein vorgetäuschtes Versorgungslager errichtet, um die Aufmerksamkeit der Japaner auf die Landung zu lenken. Tatsächlich funktionierte die Täuschung, da bei Tagesanbruch japanische Flugzeuge das vorgetäuschte Lager angriffen. Kurz nach Mittag ließ Krulak eine unverschlüsselte Nachricht an IMAC senden, die besagte, dass die gesamte Division in einer Stärke von 20.000 Mann gelandet war und sich auf ihre Ziele zubewege.
Am Nachmittag des 29. Oktober bewegte sich eine kleine Marinepatrouille mit einem Radarspezialisten entlang der Küste nach Westen, um vorläufige Positionen für Radargeräte und mögliche Standorte für eine PT-Boot Basis zu untersuchen. Eingeborene erzählten ihnen, dass etwa 200 Japaner eine Barge-Station in Sangigai im Südosten bewachten und eine andere Streitmacht sich 30 Kilometer nordwestlich hinter dem Fluss Warrior aufhielt. Krulak beschloss Sangigai am 30. Oktober anzugreifen. Einen Tag vorher schickte er mehrere Patrouillen aus und leitete persönlich eine zur Erkundung des Ziels. Krulaks verstärkter Trupp traf in der Nähe von Sangigai auf zehn Japaner, die einen Lastkahn entluden. Bei einem kleinen Gefecht wurden sieben von ihnen getötet. Später am Tag vertrieb ein Außenposten einen japanischen Zug und tötete sieben weitere. Einige der Patrouillen beobachteten beträchtlichen Schiffsverkehr entlang der Küste.

### Angriff auf Sangigai

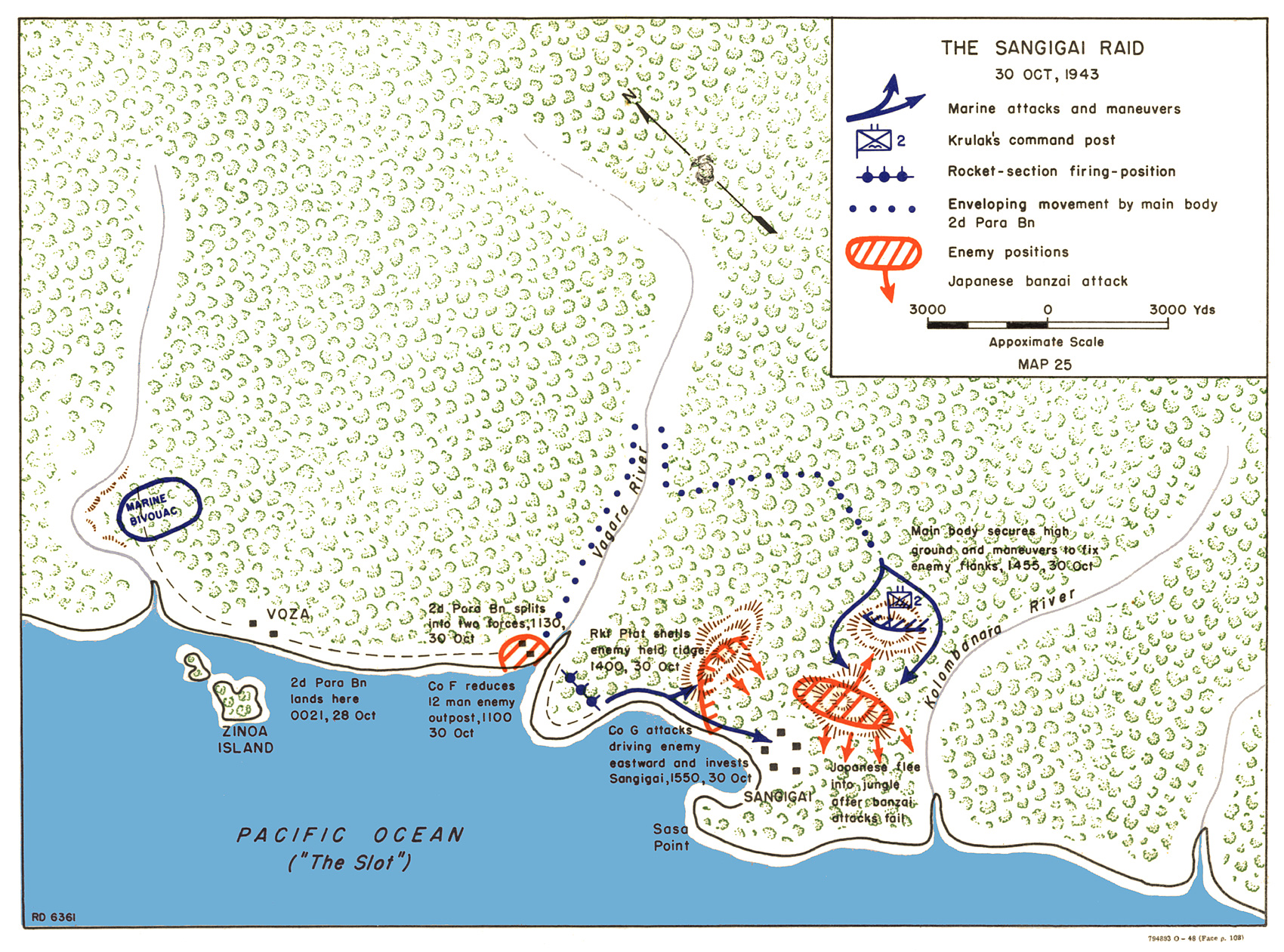
Angriff auf Sangigai

Am 30. Oktober gegen 4 Uhr morgens verließ das Bataillon das Basislager auf dem Hügel. Die Truppe bewegte sich zum Strand und wartete darauf, dass vier Landungsboote sie abholten. Bevor die Boote die Marines treffen konnten, griffen jedoch vier US-Kampfflugzeuge die Boote an, anscheinend dachten sie japanische Lastkähne erkannt zu haben und beschädigten drei von ihnen. Daher marschierten zwei Kompanien für den geplanten Angriff die Küste 16 Kilometer südöstlich hinunter nach Sangigai. Die Truppe wurde von zwei einheimischen Spähern und Seton angeführt. Etwa zur gleichen Zeit warfen zwölf TBF-Torpedobomber und 26 Jäger in einem geplanten Luftangriff rund zwei Tonnen Bomben auf die japanischen Stellungen rund um Sangigai ab. Am Fluss Vagara teilten sich Krulaks Truppen auf. Die F-Kompanie mit Krulak bewegte sich ins Landesinnere durch den Dschungel in den Rücken der japanischen Position, während die E-Kompanie direkt die japanische Basis in Sangigai angriff. Um 14:30 Uhr führte sie einen Beschuss mit ihren Mörsern und 36 der mitgeführten Versuchsraketen durch. Die Japaner zogen sich, nachdem sie von dem Sperrfeuer getroffen worden waren, ins Landesinnere zurück, mit der offensichtlichen Absicht, dort präparierte Verteidigungsanlagen zu besetzen. Sie erreichten ihr Ziel zur gleichen Zeit, als sich die F-Kompanie dem Gebiet näherte. Die Marines, die genauso überrascht wie die Japaner waren, konnten nur äußerst kurz von ihren einheimischen Führern vorgewarnt werden. Es kam zu einem kurzen, aber heftigem Kampf, und als dieser vorbei war, waren etwa 40 Japaner geflohen und 72 gefallen. Die eigenen Verluste der Marines betrugen sechs Tote, einen Vermissten und zwölf Verwundete, zu denen auch Krulak zählte.
Noch während der Kampf im Dschungel anhielt, drang die E-Kompanie ohne Gegenwehr in Sangigai ein. Sie zerstörte Vorräte, Installationen, Verteidigungsstellungen und einen Lastkahn der Japaner. Zu den erbeuteten Dokumenten gehörte eine mit Pinnwandnadeln bestückte Landkarte, die Minenfelder vor Bougainville anzeigte.
Eine PBY der Navy landete am 1. November in der Nähe von Voza, um die verwundeten Marines und die erbeuteten Dokumente zu evakuieren. Am selben Tag wurden auf eine dringende Anfrage von Krulak 1000 Pfund Reis für die Eingeborenen sowie 250 Handgranaten und 500 Pfund TNT in der Nähe von Voza abgeworfen. An diesem Tag wurden auch mehrere Gefechte zwischen gegnerischen Patrouillen gemeldet, das Basislager wurde jedoch nicht angegriffen. Setons Eingeborene berichteten jedoch, dass Sangigai erneut von den Japanern besetzt worden sei.

### Nukiki und Guppy
Zufrieden mit dem Angriff auf Sangigai beschloss Krulak in der Gegend der Choiseul-Bucht zuzuschlagen, um so viel Schaden wie möglich anzurichten, bevor die Japaner die wahre Stärke der Invasionstruppe erkannten. Um die Operation vorzubereiten, schickte Krulak eine Geheimdienstabteilung und einen Zug der G-Kompanie unter dem Kommando von Major Warner T. Bigger 32 Kilometer die Nordwestküste hinauf, um die Gegend um das Dorf Nukiki und die dortige Barkassenstation und den Fluss Warrior zu erkunden. Sie meldeten keine japanischen Truppen entlang der Route ihres geplanten Angriffs. Nachdem die Einheiten wieder im Lager waren, beriet Kulak mit den Offizieren einen Plan zum Angriff in der Choiseul-Bucht.
Die Japaner waren nicht davon überzeugt, dass die Landungen auf Choiseul und den Shortland-Inseln der Hauptangriff waren, begannen aber vorsichtshalber damit, die Garnisonen dort zu verstärken.
Drei Kilometer nördlich des Flusses Vagara wurde ein Zug der Marines von mehr als 20 Japanern überfallen, als er dort gerade einen Hinterhalt errichten wollte. Den Marines gelang es, die Japaner zurückzudrängen. Bei dem Kampf fielen acht Japaner und ein Amerikaner.
Die Patrouille zum Angriff in der Choiseul-Bucht bewegte sich ohne Widerstand an Nukiki vorbei. Das Ziel war, Lastkähne in der Bucht von Choiseul zu zerstören und japanische Einrichtungen auf der Insel Guppy zu bombardieren. Da es im seichten Wasser des Warrior Probleme mit den Booten gab, stiegen sie aus. Die Boote wurden dann flussabwärts geschickt, um in einer Bucht in der Nähe von Nukiki versteckt zu werden. Die Truppen ließen unterdessen vier Männer und ein Funkgerät sowie jegliche überflüssige Ausrüstung am Ostufer des Flusses zurück. Die Mörsermunition wurde unter allen Marines verteilt. Die Patrouille ging dann flussaufwärts entlang des Ostufers. Der Warrior wurde später an einem Punkt weiter landeinwärts von der Küste überquert. Da die einheimischen Kundschafter mit der Gegend nicht vertraut waren, lief die Patrouille bald im Kreis. Sie biwakierten für die Nacht, aber ein Trupp wurde zum Warrior zurückgeschickt, um dem Bataillon per Funk Bericht zu erstatten.

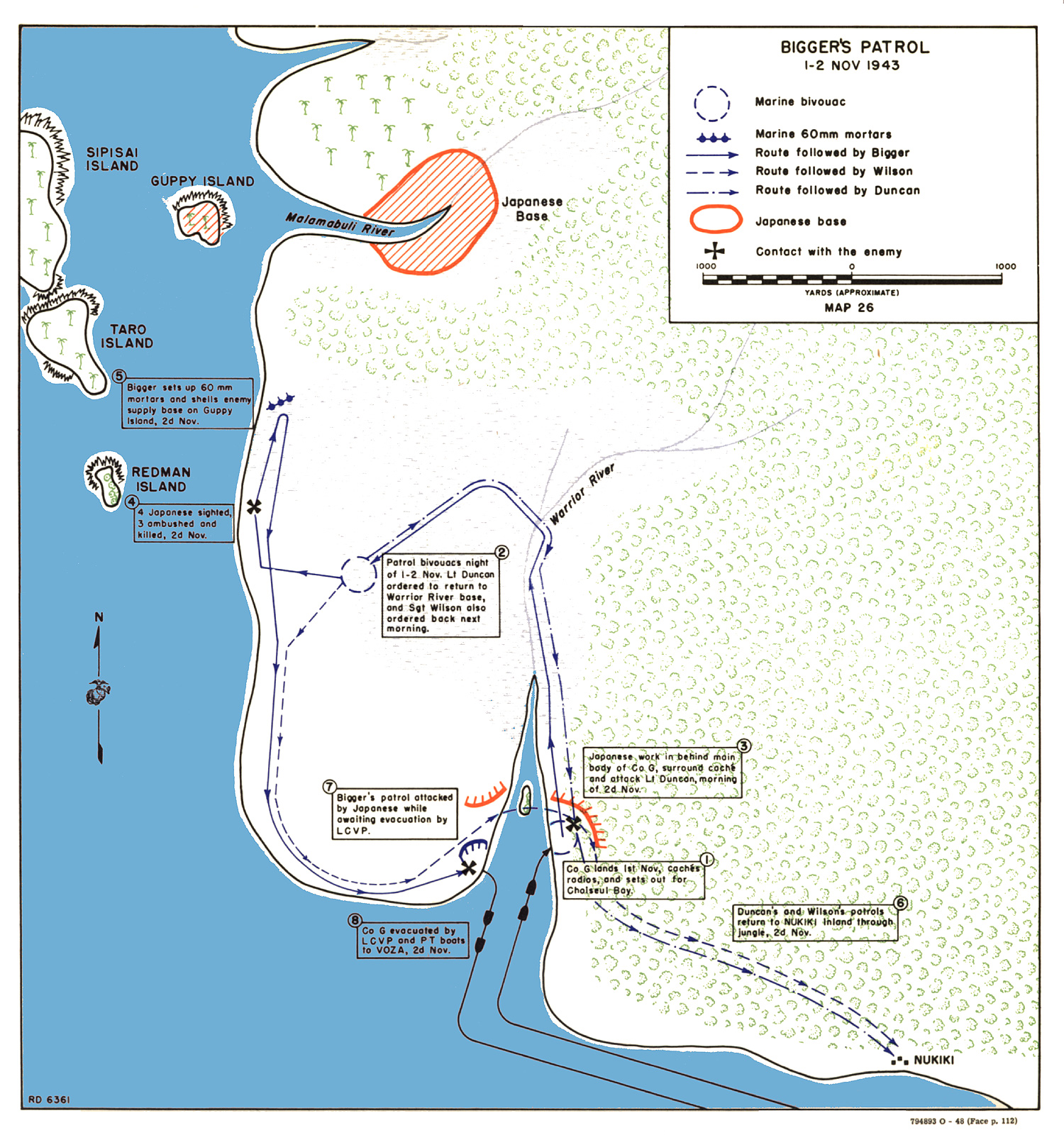
G-Kompanie – Nukiki und Guppy

Im Morgengrauen des 2. November erwachten die Truppe und das Funkteam und fanden in unmittelbarer Nähe einen japanischen Zug vor. Nach einem Feuergefecht brachen die Marines den Kontakt ab und schlossen sich den Booten an, die entlang der Küste bei Nukiki warteten. Auf dem Rückweg nach Voza beobachteten sie acht japanische Lastkähne bei der Insel Moli, was darauf hindeutete, dass sich zwischen den beiden Flügeln des 2. Bataillons eine noch größere feindliche Streitmacht befand. Besorgt, dass die Streitmacht abgeschnitten werden könnte, bat Krulak um Luft- und PT-Unterstützung von IMAC und befahl den Landungsbooten zum Warrior zurückzukehren.
Die Patrouille der G-Kompanie war um 6.30 Uhr nahe der Choiseul-Bucht angekommen, wo sie einen Einheimischen traf, der die Amerikaner an die Küste führte. Hier fanden die Marines einen besetzten Bunker am Strand und töteten fünf Japaner. Dort stellten sie anschließend ihre 60-mm-Leichtmörser auf und feuerten 142 Runden auf die Insel Guppy ab. Das Bombardement löste mehrere Brände aus, einer davon war offensichtlich ein Treibstofflager. Die Japaner reagierten mit wirkungslosem Maschinengewehrfeuer von der Insel und einem Punkt weiter die Küste hinauf.
In der Hoffnung, dass sie ihren Angriff durchgeführt hatten und zum Fluss zurückgekehrt waren, befahl Krulak am frühen Nachmittag dem Landungsboot zum Fluss Warrior zurückzukehren, um am Abend die Einheit abzuholen. Aber auch die Japaner waren auf der Suche nach den Amerikanern. Als Reaktion auf den Angriff auf die Insel Guppy bemannten sie in beträchtlicher Zahl Lastkähne und landeten hinter der US-Streitmacht an der Mündung des Warrior und bezogen auf beiden Seiten Stellungen.

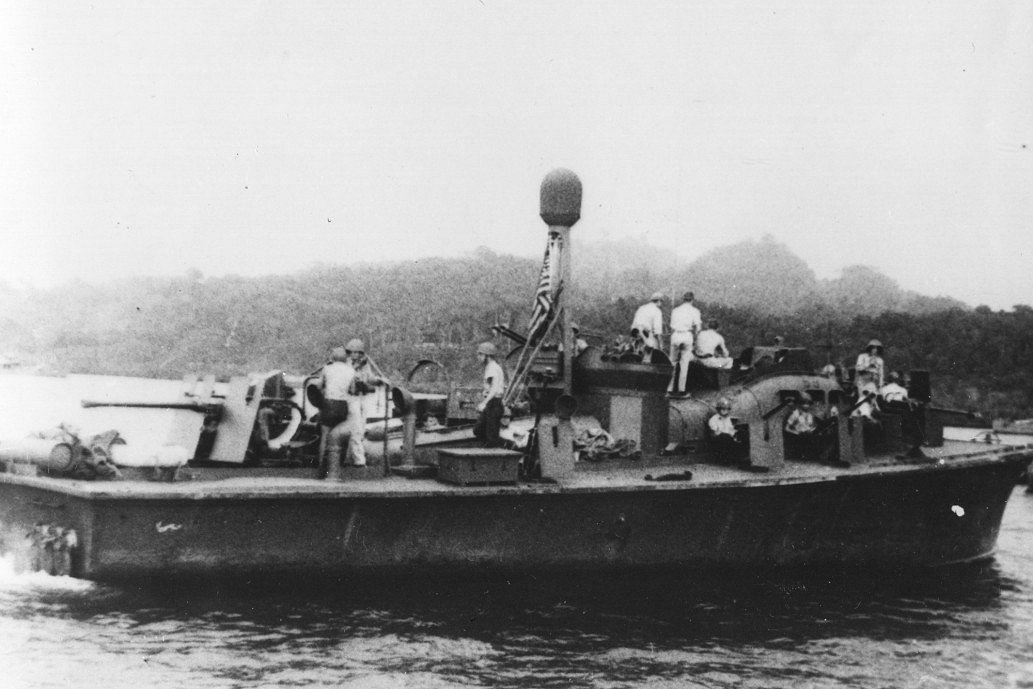
PT-59 unter dem Kommando von John F. Kennedy

Als die Amerikaner mit mehr als einer Stunde Verspätung um 16:00 Uhr am Warrior eintrafen, waren dort weder Boote noch Marines vorzufinden. Allerdings befanden sich nun die Japaner beidseits der Ufer. Es entbrannte ein anderthalbstündiges Feuergefecht. Erst als drei Boote der Marines erschienen und in das Gefecht eingriffen, zogen sich die Japaner zurück. Insgesamt waren 43 Japaner und zwei Amerikaner gefallen. Die G-Kompanie schiffte sich inmitten von starkem Regen und hoher See ein. Eines der Boote prallte kurz nach der Abfahrt auf ein Riff und begann vollzulaufen. Nachdem der Motor versagte, begann es auf den von den Japanern besetzten Strand zuzutreiben. Zwei PT-Boote, von denen eines unter dem Kommando von Lieutenant John F. Kennedy stand, kamen schließlich zur Rettung und nahmen die Männer des treibenden Bootes an Bord. Drei US-Kampfflugzeuge deckten die Operation ab und beschossen das Ufer.

## Missionsende
Nachdem weitere Patrouillen in Richtung Sangigai in Marsch gesetzt wurden und diese in dem Gebiet sich kleinere Gefechte mit den Japanern lieferten, setzte Krulak am Nachmittag des 2. November einen Funkspruch an IMAC ab, in dem er erklärte, dass sein Bataillon die Japaner noch etwa eine Woche lang bekämpfen könne, obwohl die zunehmende japanische Aktivität die Patrouillenoperationen der Marines behindern würde. Die Antwort von IMAC endete mit den Worten „Mission erfüllt“. Krulak empfahl daraufhin den Rückzug, da er innerhalb von 48 Stunden einen starken japanischen Angriff erwartete und eine Fortsetzung der Mission sinnlos wäre, da zwei Tage nach der Landung in der Kaiserin-Augusta-Bucht den Japanern klar gewesen sein muss, dass die Westküste von Bougainville das Hauptziel und Choiseul eine Ablenkung war.
Am Nachmittag des 3. November begab sich das Bataillon an den Strand von Voza und errichtete einen Verteidigungsbereich bis zur nächtlichen Ankunft von vier LCIs. Ein Zug stellte Hunderte von Sprengfallen an den Zufahrtsstraßen auf, darunter eine in einem Baum aufgehängte Rakete und zweischneidige Rasierklingen, die in Palmenstämme eingearbeitet wurden, um Scharfschützen davon abzuhalten, in ihre Position zu klettern. Als es dunkel wurde, waren die Schiffe noch nicht angekommen. Einige eingeborene Späher berichteten, dass japanische Truppen näher rückten und bald weniger als anderthalb Kilometer entfernt wären, was durch entfernt zu hörende Explosionen der Sprengfallen bestätigt wurde. Kurz darauf meldeten sie, dass sich japanische Schiffe in großer Zahl von Moli Point in Richtung Voza bewegten. Die LCIs trafen dann um 1:30 Uhr ein und das Bataillon war in weniger als 20 Minuten vollständig an Bord. Um 8:00 Uhr legten die Schiffe wieder in Vella Lavella an.

## Nachspiel
Das Ergebnis der Operation Blissful waren ein zerstörter japanischer Stützpunkt, zwei versenkte Lastkähne, zerstörte Versorgungsdepots und sie unterbrach die Bewegung der japanischen Truppen von Choiseul zu Zielen weiter nördlich die Inselkette hinauf. Die erbeutete Karte mit den eingezeichneten Minenfeldern war eine wertvolle Hilfestellung für Operationen der US-Marine im nördlichen Teil der Salomonen. Admiral Halsey befahl, zusätzlich Minen in den noch freien Kanälen zu legen, und durch diese Aktion konnten schließlich zwei japanische Schiffe versenkt werden.
Eine australische Spezialeinheit landete Anfang 1944 eine Patrouille auf Choiseul und begann mit Unterstützung von Flugzeugen der Royal New Zealand Air Force Aktionen gegen die japanische Garnison auf der Insel, die mittlerweile nur noch rund 700 Mann zählte. Die Japaner wurden Mitte 1945 nach Bougainville evakuiert.
Das 2. US-Marine-Fallschirmbataillon wurde als Bestandteil des 1st Marine Parachute Regiment am 2. Januar 1944 zurück in die Vereinigten Staaten verschifft und aufgelöst. Viele der Soldaten wurden dann der neu gegründeten 5. Marine-Infanterie-Division zugeteilt, die im Frühjahr 1945 an der Schlacht um Iwojima teilnahm.
Während der Präsidentschaft John F. Kennedys überreichte Krulak ihm bei einem Treffen eine versprochene Flasche Whisky für die Rettung 1943 aus Choiseul.